# Kamil Kędzierski
Kamil Kędzierski (ur. 17 lipca 1989) – polski lekkoatleta specjalizujący się w biegach długodystansowych. Młodzieżowy mistrz Polski w biegu na 10000 metrów (Postomino 2009).

## Rekordy życiowe
Opracowano na podstawie
| Konkurencja          | Obiekt  | Data            | Miejsce   | Wynik    |
| -------------------- | ------- | --------------- | --------- | -------- |
| bieg na 1500 metrów  | stadion | 21 maja 2011    | Łódź      | 3:54:53  |
| bieg na 3000 metrów  | stadion | 27 czerwca 2009 | Sopot     | 8:28:44  |
| bieg na 5000 metrów  | stadion | 31 lipca 2009   | Bydgoszcz | 14:32:31 |
| bieg na 10000 metrów | stadion | 20 czerwca 2009 | Postomino | 30:29:14 |

## Osiągnięcia
Opracowano na podstawie
| Rok  | Impreza                            | Miejsce   | Konkurencja          | Pozycja    | Wynik    |
| ---- | ---------------------------------- | --------- | -------------------- | ---------- | -------- |
| 2009 | Młodzieżowe Mistrzostwa Polski U23 | Postomino | bieg na 10000 metrów | 1. miejsce | 30:29:14 |